# Poikkijärvi (Kiruna)
Poikkijärvi is een dorp binnen de Zweedse gemeente Kiruna. Poikkijärvi ligt aan een zijweg van de Europese weg 10. Het ligt op de zuidoever van het meer Jukkasjärvi.
Bestuurscentrum: Kiruna (Tätort)
Tätort: Jukkasjärvi · Karesuando · Kuttainen · Övre Soppero · Svappavaara · Vittangi
Småort: Abisko · Idivuoma · Kauppinen · Kurravaara · Lannavaara · Laxforsen · Masugnsbyn · Mertajärvi · Närvä · Paksuniemi · Piksinranta · Saivomuotka
Overig: Alalahti · Alttajärvi · Årosjåkk · Björkliden · Holmajärvi · Jänkänalusta · Kaalasjärvi · Kalixfors · Kattuvuoma · Käyrävuopio · Krokvik · Kuoksu · Lainio · Laukkusluspa · Luongaslompolo · Maunu · Merasjärvi · Nedre Soppero · Nurmasuanto · Paittasjärvi · Parakka · Piilijärvi · Pirttivuopio · Poikkijärvi · Puoltsa · Rautas · Rensjön · Salmi · Silkkimuotka · Stenbacken · Suijajärvi · Torneträsk · Tuolluvaara · Vassijaure · Viikusjärvi · Vittangi · Vivungi